# Zingiber corallinum
Zingiber corallinum là một loài thực vật có hoa trong họ Gừng. Loài này được Henry Fletcher Hance miêu tả khoa học đầu tiên năm 1880. Tên gọi trong tiếng Trung là 珊瑚姜 (san hô khương), nghĩa là gừng san hô.

## Mẫu định danh
Lectotype Hancock W. 20747; thu thập tháng 12 năm 1878 ở tọa độ 19°9′9″B 109°43′27″Đ / 19,1525°B 109,72417°Đ, tại đảo Hải Nam, Trung Quốc. Mẫu này được lưu giữ tại Bảo tàng Lịch sử Tự nhiên Anh ở London (BM).

## Phân bố
Loài này có tại Trung Quốc (Hải Nam, Quảng Tây, Quảng Đông), Lào, Thái Lan. Môi trường sống là rừng rậm.

## Phân loại
Schumann (1904) xếp nó vào tổ Lampugium (= Zingiber). Nó là một thành viên của nhóm Z. montanum; bao gồm Z. corallinum, Z. griffithii, Z. idae, Z. montanum, Z. neesanum, Z. purpureum, Z. tenuiscapus.

## Mô tả
Thân giả ~1 m. Lá không cuống; bẹ lá thưa lông hoặc nhẵn nhụi; lưỡi bẹ 2-4 mm; phiến lá thuôn dài-hình mác hoặc hình mác, 20-30 × 4-6 cm, mặt gần trục nhẵn nhụi, mặt xa trục thưa lông hoặc nhẵn nhụi. Cụm hoa mọc ra từ thân rễ, thuôn dài 15-30 cm; cuống cụm hoa 15-20 cm, bẹ hình vảy 4-5 cm; lá bắc màu đỏ, hình trứng, dài 3-4 cm, đỉnh nhọn. Đài hoa 1,5-1,8 cm, chẻ tới giữa. Ống tràng hoa ~2,5 cm; các thùy với sọc tía, thuôn dài, ~1,5 cm, đỉnh nhọn, thùy giữa lớn hơn các thùy bên. Thùy giữa của cánh môi hình trứng ngược, ~1,5 cm; các thùy bên ~8 mm, đỉnh nhọn. Bao phấn không cuống, ~1 cm; phần phụ liên kết giống mỏ, cong, ~5 mm. Bầu nhụy 2-2,5 mm, như lụa. Hạt màu đen, bóng. Ra hoa tháng 5-8, tạo quả tháng 8-10. 2n = 22.
Mu Mu Aung (2016) mô tả loài mới Zingiber neomontanum ở Myanmar và cho rằng nó khác với Z. corallinum, nhưng tới nay vẫn chưa được công nhận.
Mô tả loài này như sau: Cây thảo thân rễ sống lâu năm, cao tới 2 m. Thân rễ vỏ màu nâu ánh trắng, ruột màu trắng kem, mùi thơm nhẹ. Thân lá thẳng đứng, màu xanh lục, nhẵn nhụi hơi có lông tơ ở gần đỉnh bẹ. Lá 10–12 cặp, sắp xếp thưa dọc theo các lóng dài, màu xanh lục; phiến lá thẳng tới hình mác, dài 45–50 cm, rộng 4–4,5 cm, đỉnh nhọn thon, đáy hình nêm hẹp, mép hơi gợn sóng, mặt gần trục nhẵn nhụi, mặt xa trục thưa lông tơ; lưỡi bẹ 2 thùy, dài 2 mm, dạng màng như thủy tinh, rậm lông tơ, đỉnh cụt; cuống lá rất ngắn, có lông tơ, gối khác biệt. Cụm hoa thường 1, mọc từ thân rễ; cuống cụm hoa từ thân rễ, thẳng đứng, dài ~20 cm, lá bắc bẹ màu xanh lục, thuôn dài tới hình trứng hẹp, dài 5–6 cm, rộng 1 cm, đỉnh thuôn tròn, rậm lông tơ; cành hoa bông thóc hình thoi, dài 18–28 cm, rộng ~5 cm, đỉnh tù hơi thon búp măng. Lá bắc hình trứng, dài ~4,5 cm, rộng 2–2,5 cm, màu đỏ tươi, đỉnh từ nhọn đến nhọn thon, rậm lông tơ áp ép, lông lụa rất mịn về phía đáy. Lá bắc con thuôn dài, dài 3 cm, màu trắng, rậm lông tơ áp ép ở mặt ngoài, mặt trong nhẵn nhụi, đỉnh khía răng cưa. Hoa dài ~8,3 cm, thò ra từ lá bắc; đài hoa hình ống, dài ~2,2 cm, màu trắng, dạng màng, nhẵn nhụi, đỉnh 3 răng; ống hoa hình trụ đến hình phễu ở đỉnh, màu trắng kem, dài 4,5 cm, nhẵn nhụi; thùy tràng hoa 3, màu kem đến vàng nhạt, nhẵn nhụi; thùy tràng lưng hình trứng, dạng thuyền, cuốn trong, dài 3 cm, rộng 1,5 cm; các thùy tràng bên thẳng-hình mác, dài 2,6 cm, rộng 9 mm; cánh môi 3 thùy, màu trắng đến kem hoặc vàng nhạt; thùy giũa hình trứng ngược, dài ~3,4 cm, rộng 1,5 cm, đỉnh có khe hở, mép nhăn; các nhị lép bên hình trứng đến hình trứng ngược với đỉnh thuôn tròn, dài ~1,5 cm, rộng 8 mm. Nhị dài ~2,4 cm; chỉ nhị không cuống; bao phấn màu trắng, có đốm đen dày đặc trên cả mào lẫn phần phụ (chỉ nhìn thấy ở vật liệu ngâm cồn); mào bao phấn dài ~1,1 cm, cong mạnh; mô vỏ bao phấn dài 1,3 cm với phần phụ liên kết. Bầu nhụy màu trắng, gần hình elipxoit, rậm lông tơ, 3 ngăn với nhiều noãn đính trụ; vòi nhụy dài, hình chỉ; đầu nhụy màu trắng, có lông rung; tuyến trên bầu 2, thẳng, dài ~7 mm, màu trắng. Quả nang không rõ.